# Gibraltar Women's League
La Gibraltar Women's League (en español Liga Femenina de Gibraltar) es el campeonato futbolístico femenino de Gibraltar, el cual está organizado y regulado por la Asociación de fútbol de Gibraltar.
El fútbol femenino se practica en Gibraltar hace aproximadamente veintiséis años; inicialmente se empezó a practicar el fútbol sala el cual adquirió mucha popularidad entre las gibraltareñas quienes unos años más tarde crearon el Torneo Juan Chipol, que es una copa de fútbol sala femenino que se juega durante todos los veranos desde su creación. Además se creó una liga en la que cada equipo jugaba con siete jugadoras. Años después se amplió a once el número de jugadoras por equipo, lo cual produjo que tan solo tres equipos empezaran a participar en la liga. Como consecuencia el fútbol femenino fue reestructurado, el número de jugadoras se redujo a nueve y se creó la Women's Rock Cup, una copa de fútbol femenino parecida a su semejante masculino.
Con la admisión de Gibraltar en la UEFA el entusiasmo creció entre la población y las jugadoras, desde entonces la Asociación de Fútbol de Gibraltar a través de su programa de desarrollo y de fútbol base se ha encargado de visitar a diversas escuelas en Gibraltar con el fin de promover el deporte, e incluso ha creado el programa Fun Friday's (Viernes Divertidos) con el fin de tener un espacio donde las niñas de entre cinco y doce años se relacionen con el fútbol.
Desde la temporada 2014-15 de la Liga de Campeones femenina de la UEFA está abierta a equipos de Gibraltar. Lions Gibraltar Ladies fue campeón de la temporada 2014-15, sin embargo no fue capaz de entrar en la Liga de Campeones femenina de la UEFA debido a que en la liga se juega solo con 9 jugadoras por lado.
A partir de la temporada 2016-17 la Asociación de Fútbol de Gibraltar determinó que solo aceptaría la inscripción de clubes que contaran con más de 16 jugadoras. Desde esa temporada los partidos de la liga se vienen jugando con 11 jugadoras por equipo.
Debido a las condiciones del territorio, todos los partidos se juegan en el Estadio Victoria, con capacidad para 5 000 espectadores.
Nunca un equipo de Gibraltar ha disputado la Liga de Campeones femenina de la UEFA.

## Sistema de competición
Los equipos juegan entre sí con formato todos contra todos a tres ruedas o más, al final de las mismas el equipo con más puntos se proclamara campeón.

## Clubes participantes
| Temporada             | Número de equipos |
| --------------------- | ----------------- |
| 2014-15               | 5 equipos         |
| 2015-16 - 2016-17 (2) | 4 equipos         |
| 2017-18 - 2020-21 (4) | 3 equipos         |
| 2020-21               | 5 equipos         |

En los últimos años la liga ha sufrido de una disminución de equipos participantes. Sin embargo con el ingreso de Gibraltar Wave y Europa Point Ladies se espera que la temporada 2020-21 se juegue con 5 equipos. Licoln Ladies fue el último equipo en retirarse al final de la temporada 2019-20, mientras que Lynx Ladies se unió al mismo tiempo para tomar su lugar. 
Gibraltar Wave será el primer club independiente (sin afiliación a un club masculino) en participar en la liga luego de varias temporadas.

## Resumen de temporadas
| \| Pos. \| Equipo \| PJ \| PG \| PE \| PP \| DG \| Pts. \| \| ---- \| --------------------- \| -- \| -- \| -- \| -- \| --- \| ---- \| \| 1 \| Lions Ladies \| 12 \| 10 \| 1 \| 1 \| 36 \| 31 \| \| 2 \| Manchester 62 Ladies \| 12 \| 9 \| 2 \| 1 \| 28 \| 29 \| \| 3 \| Lincoln Ladies \| 12 \| 6 \| 0 \| 6 \| 8 \| 18 \| \| 4 \| College Europa Ladies \| 12 \| 3 \| 1 \| 8 \| -13 \| 10 \| \| 5 \| Glacis United Ladies \| 12 \| 0 \| 0 \| 12 \| -59 \| 0 \| |                       |    |    |    |    |     |      |
| Pos. | Equipo                | PJ | PG | PE | PP | DG  | Pts. |
| 1 | Lions Ladies          | 12 | 10 | 1  | 1  | 36  | 31   |
| 2 | Manchester 62 Ladies  | 12 | 9  | 2  | 1  | 28  | 29   |
| 3 | Lincoln Ladies        | 12 | 6  | 0  | 6  | 8   | 18   |
| 4 | College Europa Ladies | 12 | 3  | 1  | 8  | -13 | 10   |
| 5 | Glacis United Ladies  | 12 | 0  | 0  | 12 | -59 | 0    |

| \| Pos. \| Equipo \| PJ \| PG \| PE \| PP \| DG \| Pts. \| \| ---- \| ----------------- \| -- \| -- \| -- \| -- \| --- \| ---- \| \| 1 \| Manchester Ladies \| 19 \| 15 \| 1 \| 3 \| 33 \| 46 \| \| 2 \| Lincoln Ladies \| 19 \| 10 \| 3 \| 6 \| 21 \| 33 \| \| 3 \| Lions Ladies \| 18 \| 7 \| 2 \| 9 \| 11 \| 23 \| \| 4 \| Europa Ladies \| 18 \| 2 \| 0 \| 16 \| -65 \| 6 \| |                   |    |    |    |    |     |      |
| Pos. | Equipo            | PJ | PG | PE | PP | DG  | Pts. |
| 1 | Manchester Ladies | 19 | 15 | 1  | 3  | 33  | 46   |
| 2 | Lincoln Ladies    | 19 | 10 | 3  | 6  | 21  | 33   |
| 3 | Lions Ladies      | 18 | 7  | 2  | 9  | 11  | 23   |
| 4 | Europa Ladies     | 18 | 2  | 0  | 16 | -65 | 6    |

| La temporada 2016-17 será la primera edición, desde que Gibraltar es miembro de la UEFA, en la que se jugará con once jugadoras por cada equipo; por lo tanto el campeón del torneo tendrá la posibilidad de participar en la Liga de Campeones Femenina de la UEFA 2017-18.                                                                                                   |                   |    |    |    |    |     |      |
| Tabla de posiciones |                   |    |    |    |    |     |      |
| \| Pos. \| Equipo \| PJ \| PG \| PE \| PP \| DG \| Pts. \| \| ---- \| ----------------- \| -- \| -- \| -- \| -- \| --- \| ---- \| \| 1 \| Lincoln Ladies \| 14 \| 11 \| 0 \| 3 \| 33 \| 33 \| \| 2 \| Lions Ladies \| 14 \| 9 \| 1 \| 4 \| 11 \| 28 \| \| 3 \| Europa Ladies \| 14 \| 2 \| 1 \| 11 \| -32 \| 7 \| \| 4 \| Manchester Ladies \| 6 \| 1 \| 0 \| 5 \| -12 \| 3 \| |                   |    |    |    |    |     |      |
| - Actualizado el 12 de junio de 2017 |                   |    |    |    |    |     |      |
| Pos. | Equipo            | PJ | PG | PE | PP | DG  | Pts. |
| 1 | Lincoln Ladies    | 14 | 11 | 0  | 3  | 33  | 33   |
| 2 | Lions Ladies      | 14 | 9  | 1  | 4  | 11  | 28   |
| 3 | Europa Ladies     | 14 | 2  | 1  | 11 | -32 | 7    |
| 4 | Manchester Ladies | 6  | 1  | 0  | 5  | -12 | 3    |

| |                |    |    |    |    |     |      |
| Tabla de posiciones |                |    |    |    |    |     |      |
| \| Pos. \| Equipo \| PJ \| PG \| PE \| PP \| DG \| Pts. \| \| ----------------------------------------------------------------------------------- \| -------------- \| -- \| -- \| -- \| -- \| --- \| ---- \| \| 1 \| Lincoln Ladies \| 4 \| 4 \| 0 \| 0 \| 14 \| 12 \| \| 2 \| Lions Ladies \| 6 \| 4 \| 0 \| 2 \| 12 \| 12 \| \| 3 \| Europa Ladies \| 6 \| 0 \| 0 \| 5 \| -26 \| 0 \| \| Resultados desconocidos: Europa – Lions (1 - 3)[7] Lions – Lincoln Europa – Lincoln \| \| \| \| \| \| \| \| - Actualizado el 16 de marzo de 2020 |                |    |    |    |    |     |      |
| Pos. | Equipo         | PJ | PG | PE | PP | DG  | Pts. |
| 1 | Lincoln Ladies | 4  | 4  | 0  | 0  | 14  | 12   |
| 2 | Lions Ladies   | 6  | 4  | 0  | 2  | 12  | 12   |
| 3 | Europa Ladies  | 6  | 0  | 0  | 5  | -26 | 0    |
| Resultados desconocidos: Europa – Lions (1 - 3) Lions – Lincoln Europa – Lincoln |                |    |    |    |    |     |      |

| |                    |    |    |    |    |    |    |     |      |     |     |     |     |     |     |     |     |  |     |     |     |
| Tabla de posiciones |                    |    |    |    |    |    |    |     |      |     |     |     |     |     |     |     |     |  |     |     |     |
| \| Pos. \| Equipo \| PJ \| PG \| PE \| PP \| GF \| GC \| DG \| Pts. \| \| LIN \| LIO \| EUR \| \| LIN \| LIO \| EUR \| \| LIN \| LIO \| EUR \| \| 1 \| Lincoln Ladies (C) \| 10 \| 6 \| 3 \| 1 \| 23 \| 15 \| 8 \| 21 \| \| 1–3 \| 1–0 \| \| 3–3 \| 3–2 \| \| 1–0 \| \| \| \| \| \| 2 \| Lions Ladies \| 10 \| 4 \| 5 \| 1 \| 20 \| 11 \| 9 \| 17 \| 1–1 \| \| 1–1 \| 3–3 \| \| 1–1 \| \| \| \| \| \| \| \| 3 \| Europa Ladies \| 10 \| 0 \| 2 \| 8 \| 7 \| 24 \| -17 \| 2 \| 1–2 \| 0–3 \| \| 1–2 \| 0–3 \| \| 1–6 \| 0–2 \| \| \| \| \| - Actualizado el 16 de marzo de 2020 |                    |    |    |    |    |    |    |     |      |     |     |     |     |     |     |     |     |  |     |     |     |
| Pos. | Equipo             | PJ | PG | PE | PP | GF | GC | DG  | Pts. |     | LIN | LIO | EUR |     | LIN | LIO | EUR |  | LIN | LIO | EUR |
| 1 | Lincoln Ladies (C) | 10 | 6  | 3  | 1  | 23 | 15 | 8   | 21   |     | 1–3 | 1–0 |     | 3–3 | 3–2 |     | 1–0 |  |     |     |     |
| 2 | Lions Ladies       | 10 | 4  | 5  | 1  | 20 | 11 | 9   | 17   | 1–1 |     | 1–1 | 3–3 |     | 1–1 |     |     |  |     |     |     |
| 3 | Europa Ladies      | 10 | 0  | 2  | 8  | 7  | 24 | -17 | 2    | 1–2 | 0–3 |     | 1–2 | 0–3 |     | 1–6 | 0–2 |  |     |     |     |

| |                    |    |    |    |    |    |    |     |      |     |     |     |     |     |     |     |     |
| Tabla de posiciones |                    |    |    |    |    |    |    |     |      |     |     |     |     |     |     |     |     |
| \| Pos. \| Equipo \| PJ \| PG \| PE \| PP \| GF \| GC \| DG \| Pts. \| \| LIN \| LIO \| EUR \| \| LIN \| LIO \| EUR \| \| 1 \| Lincoln Ladies (C) \| 8 \| 7 \| 1 \| 0 \| 30 \| 7 \| 23 \| 22 \| \| 2–0 \| 7–0 \| \| 5–1 \| 2–1 \| \| \| \| 2 \| Lions Ladies \| 8 \| 4 \| 1 \| 3 \| 17 \| 14 \| 3 \| 13 \| 2–4 \| \| 6–1 \| 1–1 \| \| 2–0 \| \| \| \| 3 \| Europa Ladies \| 8 \| 0 \| 0 \| 8 \| 5 \| 31 \| -26 \| 0 \| 2–6 \| 1–4 \| \| 0–3 \| 0–1 \| \| \| \| - Actualizado el 16 de marzo de 2020 |                    |    |    |    |    |    |    |     |      |     |     |     |     |     |     |     |     |
| Pos. | Equipo             | PJ | PG | PE | PP | GF | GC | DG  | Pts. |     | LIN | LIO | EUR |     | LIN | LIO | EUR |
| 1 | Lincoln Ladies (C) | 8  | 7  | 1  | 0  | 30 | 7  | 23  | 22   |     | 2–0 | 7–0 |     | 5–1 | 2–1 |     |     |
| 2 | Lions Ladies       | 8  | 4  | 1  | 3  | 17 | 14 | 3   | 13   | 2–4 |     | 6–1 | 1–1 |     | 2–0 |     |     |
| 3 | Europa Ladies      | 8  | 0  | 0  | 8  | 5  | 31 | -26 | 0    | 2–6 | 1–4 |     | 0–3 | 0–1 |     |     |     |

| Planeada para jugarse en dos rondas de todos contra todos (4 partidos por equipo), se abandonó luego de dos partidos. |                  |    |    |    |    |    |    |    |      |  |     |     |     |
| Tabla de posiciones |                  |    |    |    |    |    |    |    |      |  |     |     |     |
| \| Pos. \| Equipo \| PJ \| PG \| PE \| PP \| GF \| GC \| DG \| Pts. \| \| LIO \| EUR \| LYN \| \| 1 \| Lions Ladies (C) \| 2 \| 2 \| 0 \| 0 \| 5 \| 0 \| +5 \| 6 \| \| 2−0 \| 3−0 \| \| \| 2 \| Europa Ladies \| 1 \| 0 \| 0 \| 1 \| 0 \| 2 \| −2 \| 0 \| \| \| \| \| \| 3 \| Lynx Ladies \| 1 \| 0 \| 0 \| 1 \| 0 \| 3 \| −3 \| 0 \| \| \| \| \| - Actualizado el 28 de marzo de 2021 |                  |    |    |    |    |    |    |    |      |  |     |     |     |
| Pos. | Equipo           | PJ | PG | PE | PP | GF | GC | DG | Pts. |  | LIO | EUR | LYN |
| 1 | Lions Ladies (C) | 2  | 2  | 0  | 0  | 5  | 0  | +5 | 6    |  | 2−0 | 3−0 |     |
| 2 | Europa Ladies    | 1  | 0  | 0  | 1  | 0  | 2  | −2 | 0    |  |     |     |     |
| 3 | Lynx Ladies      | 1  | 0  | 0  | 1  | 0  | 3  | −3 | 0    |  |     |     |     |

| |                     |    |    |    |    |    |    |    |      |  |     |     |     |     |     |
| Tabla de posiciones |                     |    |    |    |    |    |    |    |      |  |     |     |     |     |     |
| \| Pos. \| Equipo \| PJ \| PG \| PE \| PP \| GF \| GC \| DG \| Pts. \| \| LIO \| EUR \| LYN \| WAV \| EPO \| \| 1 \| Lions Ladies \| 0 \| 0 \| 0 \| 0 \| 0 \| 0 \| 0 \| 0 \| \| \| \| \| \| \| \| 2 \| Europa Ladies \| 0 \| 0 \| 0 \| 0 \| 0 \| 0 \| 0 \| 0 \| \| \| \| \| \| \| \| 3 \| Lynx Ladies \| 0 \| 0 \| 0 \| 0 \| 0 \| 0 \| 0 \| 0 \| \| \| \| \| \| \| \| 4 \| Gibraltar Wave \| 0 \| 0 \| 0 \| 0 \| 0 \| 0 \| 0 \| 0 \| \| \| \| \| \| \| \| 5 \| Europa Point Ladies \| 0 \| 0 \| 0 \| 0 \| 0 \| 0 \| 0 \| 0 \| \| \| \| \| \| \| - Actualizado el 28 de marzo de 2021. |                     |    |    |    |    |    |    |    |      |  |     |     |     |     |     |
| Pos. | Equipo              | PJ | PG | PE | PP | GF | GC | DG | Pts. |  | LIO | EUR | LYN | WAV | EPO |
| 1 | Lions Ladies        | 0  | 0  | 0  | 0  | 0  | 0  | 0  | 0    |  |     |     |     |     |     |
| 2 | Europa Ladies       | 0  | 0  | 0  | 0  | 0  | 0  | 0  | 0    |  |     |     |     |     |     |
| 3 | Lynx Ladies         | 0  | 0  | 0  | 0  | 0  | 0  | 0  | 0    |  |     |     |     |     |     |
| 4 | Gibraltar Wave      | 0  | 0  | 0  | 0  | 0  | 0  | 0  | 0    |  |     |     |     |     |     |
| 5 | Europa Point Ladies | 0  | 0  | 0  | 0  | 0  | 0  | 0  | 0    |  |     |     |     |     |     |

## Lista de campeones
Nota: Desde la temporada 2013-14 hasta la temporada 2015-16, los partidos se jugaron con 9 jugadoras por equipo.
| Temporada | Campeón                    | Subcampeón                 | Tercero                    |
| --------- | -------------------------- | -------------------------- | -------------------------- |
| 2000-01   | Victoria United Ladies     | Lions Ladies               | Manchester Eurobet Ladies  |
| 2001-02   | No se disputó ninguna liga | No se disputó ninguna liga | No se disputó ninguna liga |
| 2007      | St. Joseph's Ladies        |                            |                            |
| 2007–08   | Manchester 62 Ladies       | St. Joseph's Ladies        | Gibraltar United Ladies    |
| 2010–11   | Gibraltar United Ladies    |                            |                            |
| 2011–12   | No se disputó ninguna liga | No se disputó ninguna liga | No se disputó ninguna liga |
| 2012–13   | College Europa Ladies      |                            |                            |
| 2013–14   | Manchester 62 Ladies       |                            |                            |
| 2014–15   | Lions Ladies               | Manchester 62 Ladies       | Lincoln Ladies             |
| 2015-16   | Manchester 62 Ladies       | Lincoln Ladies             | Lions Ladies               |
| 2016-17   | Lincoln Ladies             | Lions Ladies               | Europa Ladies              |
| 2017-18   | Lincoln Ladies             | Lions Ladies               | Europa Ladies              |
| 2018-19   | Lincoln Ladies             | Lions Ladies               | Europa Ladies              |
| 2019-20   | Lincoln Ladies             | Lions Ladies               | Europa Ladies              |
| 2020-21   | Lions Ladies               | Europa Ladies              | Lynx Ladies                |
| 2021-22   | Lions Ladies               | Europa Ladies              |                            |
| 2022-23   | Lions Ladies               | Europa Ladies              |                            |

1. ↑  Manchester Eurobet Ladies se retiró del torneo luego de haber jugado dos partidos. Por lo tanto la liga solo fue terminada por dos clubes.
2. ↑  Planeada para jugarse en dos rondas de todos contra todos (4 partidos por cada equipo), se suspendió luego de dos partidos jugados.

## Títulos por club
En la sección de clubes se muestra en negrita a los aún activos. En la sección de años en los que fue campeón se muestra en negrita el año en que, además, ganó la Women's Rock Cup (doblete).
| Pos. | Club                    | Títulos | Años en los que fue campeón |
| ---- | ----------------------- | ------- | --------------------------- |
| 1    | Lincoln Ladies          | 4       | 2017, 2018, 2019, 2020      |
| 2    | Manchester 62 Ladies    | 3       | 2008, 2014, 2016            |
| 3    | Lions Ladies            | 2       | 2015, 2021                  |
| 4    | Europa Ladies           | 1       | 2013                        |
| 5    | Gibraltar United Ladies | 1       | 2011                        |
| 6    | St. Joseph's Ladies     | 1       | 2007                        |
| 7    | Victoria United Ladies  | 1       | 2001                        |

1. ↑  Planeada para jugarse en dos rondas de todos contra todos (4 partidos por cada equipo), se suspendió luego de dos partidos jugados.

## Estadísticas

### Goleadores por temporada
| Temporada | Jugadora           | Club           | Goles |
| --------- | ------------------ | -------------- | ----- |
| 2016-17   | Sheralyn Orfilia   | Lincoln Ladies | 12    |
| 2017-18   | Laura Cortes Miñan | Lincoln Ladies | 9     |
| 2018-19   | Laura Cortes Miñan | Lincoln Ladies | 6     |
| 2019-20   | Shania Robba       | Lincoln Ladies | 13    |
| 2020-21   | Joelle Gilbert     | Lions Ladies   | 2     |